# Tripterygion delaisi
Tripterygion delaisi es una especie de pez de la familia Tripterygiidae en el orden de los Perciformes.
Los machos pueden llegar alcanzar los 8,9 cm de longitud total.
Es un pez que habita en los mares de climas templado y tropical, muchas veces asociado a los arrecifes de coral.
Se encuentran en las costas del Atlántico oriental (desde las costas del Canal de la Mancha hasta las del Senegal, incluyendo  Madeira y Canarias) y en la Mediterráneo.